# Arnošt Lustig
Arnošt Lustig (Praga, 21 de diciembre de 1926 - Praga, 26 de febrero de 2011) fue un escritor checo. Es autor de novelas, cuentos, obras teatrales y guiones de cine y televisión, muchas de ellas centradas en el holocausto.

## Trayectoria
Como joven judío de Checoslovaquia durante la Segunda Guerra Mundial, fue enviado en 1942 al Campo de concentración de Theresienstadt, de donde más tarde fue transportado al Campo de concentración de Auschwitz, y por último al Campo de concentración de Buchenwald. En 1945, escapó de un tren que lo transportaba al Campo de concentración de Dachau cuando el convoy fue destruido por equivocación por un cazabombardero estadounidense. Regresó a Praga a tiempo de participar en el levantamiento contra los nazis de mayo de 1945.
Tras la guerra, Lustig estudió periodismo en la Charles University de Praga, lo que le permitió trabajar durante años en Radio Praga. Por otra parte, ejerció como periodista en Israel durante su Guerra de Independencia y allí conoció a su mujer, que entonces era voluntaria en la Haganá.
Fue uno de los mayores críticos del régimen comunista en la IV Conferencia de Escritores celebrada en junio de 1967, y se dio de baja en el Partido Comunista tras la guerra de Oriente Medio de 1967, en protesta por la ruptura de relaciones de su gobierno con Israel.
Contribuyó a la puesta en marcha del Nuevo cine checo, de los años sesenta. Y escribió guiones para ese cine.
En línea con su posición política, después de la invasión soviética —que sucedió a la Primavera de Praga en 1968—, abandonó el país, con la familia, yendo primero a Israel, luego a Yugoslavia y más tarde a los Estados Unidos en 1970. Enseñó literatura y cine en Washington.
Tras la caída del comunismo europeo en 1989, dividió su tiempo entre Praga y Washington D. C., donde continuó enseñando en la American University, de Washington. Tras su retiro de dicha universidad en 2003, se convirtió en residente de Praga. Se le proporcionó un apartamento en el Castillo de Praga por mediación del entonces Presidente Vaclav Havel y fue reconocido por sus contribuciones a la cultura de la República Checa en su 80 cumpleaños en 2006. En 2008, Lustig se convirtió en el octavo galardonado con el Premio Frank Kafka.
Lustig estuvo casado con Vera Weislitzova (1927), hija de un fabricante de muebles de Ostrava que fue prisionera del campo de concentración de Terezin, como el escritor. A diferencia de sus padres, ella no fue deportada a Auschwitz. Escribió sobre el destino de su familia durante el holocausto en la colección de poemas titulada Daughter of Olga and Leo. Tuvieron dos hijos, Josef (1950) y Eva (1956).
Lustig falleció a los 84 años víctima de un cáncer.
Por el momento, Sueños impúdicos (Seix Barral, Barcelona, 1990, traducida del inglés), Ojos verdes (Galaxia Gutenberg, Barcelona, 2006) y Una oración por Kateřina Horovitzová (Impedimenta, Madrid, 2012) son sus únicos libros publicados en español. Las dos últimas son obras muy reconocidas. Una oración por Kateřina Horovitzová narra minuciosamente un engaño mortal con estafa a un grupo de judíos acaudalados, con el señuelo de darles un pasaporte estadounidense.

## Obras
- Modlitba pro Katerina Horowitzowa, 1973, nominada en 1974 para el Premio Nacional del Libro. Tr. : Una oración por Kateřina Horovitzová, Impedimenta, Madrid, 2012.
- Noche y esperanza, 1985.
- Dita Saxová, 1979.
- Diamantes en la noche
- Transporte desde el paraíso
- Ojos verdes (2004). Tr.: Galaxia Gutenberg, Barcelona, 2006.